# 오퍼튜니티 (탐사차)
오퍼튜니티 로버(Opportunity Rover) 혹은 줄여서 오퍼튜니티(Opportunity)는 2004년부터 활동을 개시한 미국 항공우주국(NASA)이 화성 탐사를 위해 실행한 화성 탐사 계획에 사용된 두 대의 화성 탐사차 중 두 번째의 애칭이다. 정식 명칭은 MER-B(Mars Exploration Rover – B, 화성 탐사 로버-B)이며, 2003년 7월 7일에 발사되었다. 화성에는 2004년 1월 25일 메리디아니 평원에 착륙했는데, 이는 오퍼튜니티의 쌍둥이 로버인 스피릿이 착륙한 날로부터 3주 후였다. 원래 약 90일 화성에서 일하는 동안 운행할 것으로 예상했으나, 쌍둥이 로버 모두 예상일을 넘겨서 스피릿은 2009년에야 작동불능 상태에 빠지고 2010년에 교신이 중단됐지만, 오퍼튜니티는 2019년 2월까지 예정일보다 더욱 오래 활동하였다.
또한 오퍼튜니티 로버는 메리디아니 평원에서 운석인 ‘Heat Shield Rock’을 발견하고 2년이 넘는 시간 동안 빅토리아 분화구에서 탐사를 진행하다가 화성의 모래 폭풍에서도 살아남고 2011년에는 "제 2의 착륙지점"으로 묘사되기도 하는 인데버 분화구에 도착하였다.
2018년 여름에 발생한 역대 최대 규모의 모래 폭풍 탓에 오퍼튜니티는 2018년 6월 12일부터 모든 활동을 중지하고 동면 상태에 돌입했다. 2018년 10월 이후 모래 폭풍이 잦아들면서 다시 통신을 시도했으나 2019년까지도 응답이 없는 상태다. NASA는 컴퓨터의 재부팅 실패거나 탐사차의 태양 전지를 덮은 모래 먼지 탓으로 추측하고 있으며 계속해서 탐사차와의 교신을 시도하였다. 2019년 2월 13일 NASA는 해당 탐사차가 2018년 8월 이후 보낸 1,000번 이상의 신호에 응답을 실패한 이후 오퍼튜니티의 임무는 완료되었다고 선언하였다.
임무 총괄과 명령 조달은 NASA의 제트추진연구소(JPL)이 맡았다.

## 목표

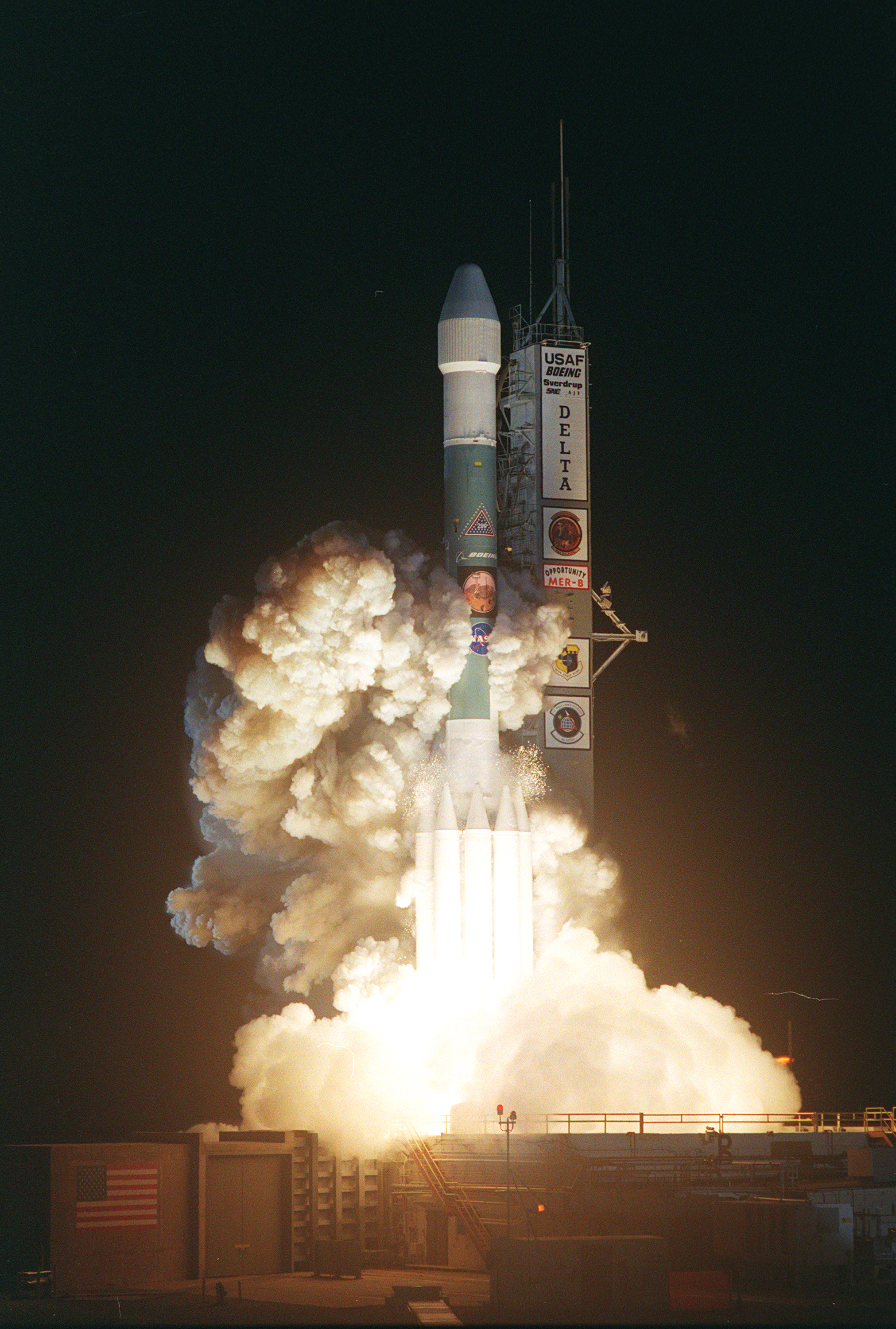
2003년에 오퍼튜니티가 실려있는 델타 II 로켓이 발사되는 모습

오퍼튜니티와 스피릿에게 주어진 가장 큰 과학적 목표이자 해결하고자 하는 의문은 '언제 화성에 물이 존재했는가?'이다. 현재는 화성에 액체 물이 존재하지 않지만, 과거에 물이 존재했던 흔적들이 담긴 토양이나 암석, 광물 등을 탐사차에 탑재된 장비를 통해 분석하여 그 근원과 정확한 시기 등을 분석하는 것이 오퍼튜니티와 스피릿에게 주어진 궁극적 목표였다.
세부적인 목표는 다음과 같다.
- 화성에 생명체가 존재하는지의 여부 규명

현재까지 알려진 모든 생명체는 생명 활동을 위해 액체 상태의 물을 필요로 한다. 만약 화성에도 생명체가 존재한다면 그 또한 예외는 없을 것이기 때문에, 화성에서 물이 흘렀던 흔적이 남은 지역 내에서 탐사를 진행하여 생명체의 존재 혹은 그 증거나 흔적을 찾아낸다.
- 화성의 대기와 기후의 특징 분석

대기와 기후에 관한 조사는 탐사차의 탐사 우선 순위의 상위권에 있는 중요한 목표이다. 현재 화성의 기후가 과거와 같았는지, 혹은 앞으로도 이 기후가 계속될 것인지 등의 여러 탐사를 진행한다.
- 화성의 지질학적 정보 조사

현재 화성에서 일어나고 있거나 과거에 있었던 풍화, 침식, 화산 활동, 운석 충돌, 지각 변동 등의 활동들이 현재의 화성 표면에 어떠한 영향을 끼쳤는지 알아낸다.
- 미래의 화성 유인 탐사 준비

언젠가 인간이 화성에 발을 디딜 수 있는 시기가 올 것이다. 현재 기술력만으론 화성에 가서 조사를 한 후, 지구까지 안전하게 귀환하는 것에는 크나큰 위험 부담과 비용이 잇따른다. 이를 최소한으로 줄이기 위하여 탐사차들이 수집한 정보를 통해 화성이 인간에게 끼칠 수 있는 부정적 영향을 밝혀내어 그것을 무력화시킬 수 있도록 한다.

## 설계

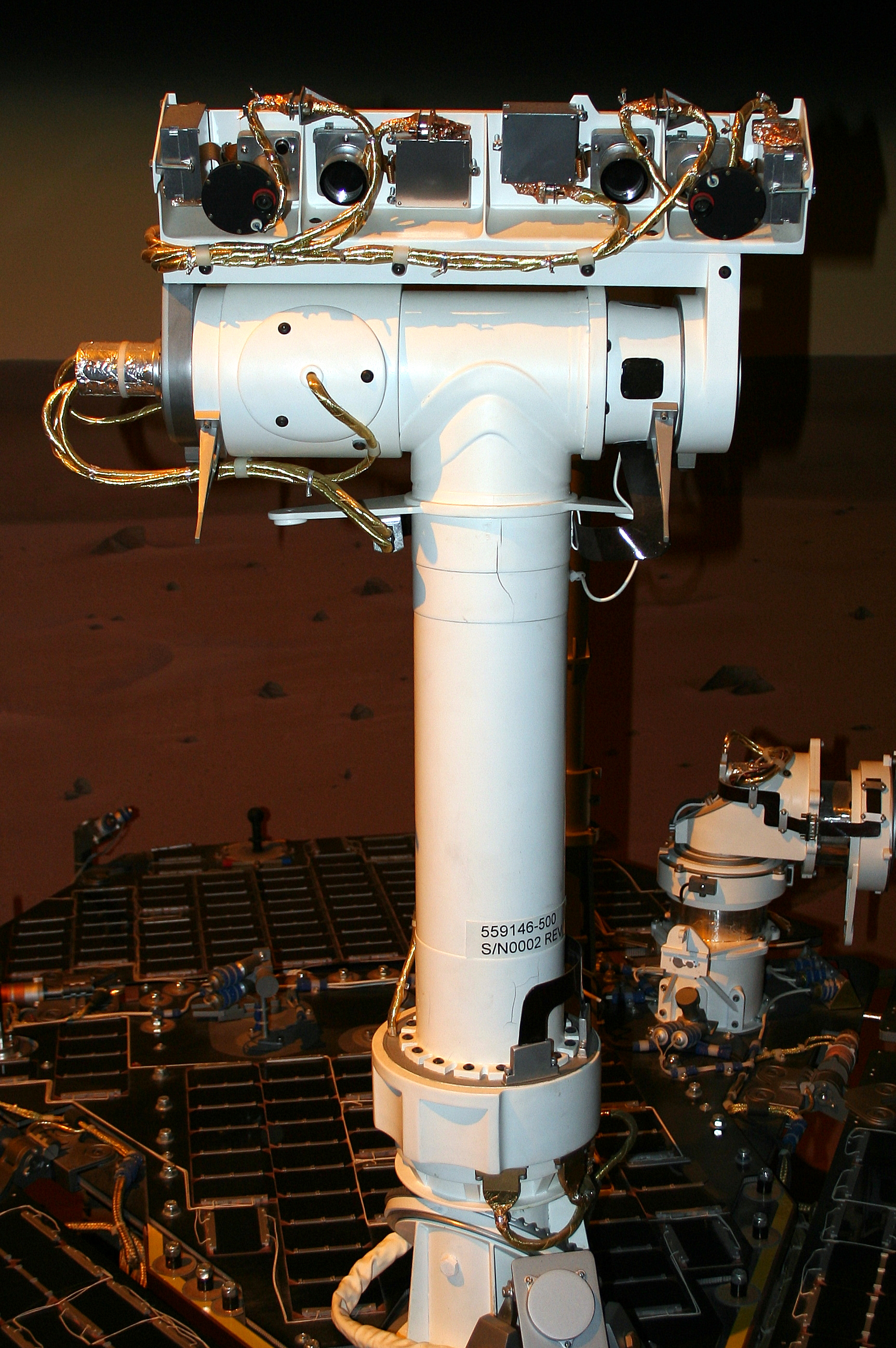
오퍼튜니티의 파노라마 카메라 장비

오퍼튜니티는 높이 1.5 m 너비 2.3 m 길이 1.6 m에 무게는 180 킬로그램 (400 lb) 이고, 태양광 발전을 통한 전력으로 작동하며, 로커-보기 방식으로 작동하는 6개의 바퀴가 부착되어 있다. 각각의 바퀴에는 모터가 부착되어 있는데, 이 바퀴들은 전방과 후방으로 곧게 뻗어 있으며, 주행의 안전성을 위해 30도씩 꺾여 있다. 최대 속력은 5 cm/s 지만 평균 속력은 최대 속력의 5분의 1 정도인 0.89 cm/s이다. 또한 오퍼튜니티와 쌍둥이 로버인 스피릿에는 9·11 테러 사건을 기리기 위해 파괴된 세계 무역 센터 건물의 금속이 실려 있다.
오퍼튜니티에 탑재된 컴퓨터는 20 MHz RAD6000 CPU로 RAM 128MB, ROM 3MB, 플래시 메모리 256MB이다. 작동 온도는 -40 °C에서 40 °C 사이로 방사성 동위원소 히터를 통해 이 온도를 유지하고 있다. 만일의 사태에 대비한 전기 히터도 부착되어 있으며, 금 코팅과 실리카 에어로젤이 단열재 역할을 하고 있다. 전력원인 태양 전지는 1 화성일 동안 4시간의 충전을 통해 140 W의 전력을 충전하고 여분의 전력은 리튬 이온 배터리에 저장되어 야간 활동용으로 쓰인다.
통신에는 저이득 안테나와 조종 가능한 고이득 안테나가 쓰이는데, 둘 모두 지구와 직접적인 교신이 가능하지만 저이득 안테나는 주로 탐사 정보 데이터를 화성 궤도선으로 전달하는 기능으로 쓰이고 있다.
부착된 탐사 장비는 다음과 같다:
- 파노라마 카메라 – 색과 질감, 광물학에 관한 조사와 지형 연구용 카메라
- 네비게이션 카메라 – 주행용 저해상도 광범위 모노크롬 카메라
- Mini-TES – 토양과 암석의 성분을 분석할 수 있는 적외선 분광기
- 헤즈캠 - 로버 주위의 환경을 조사할 수 있는 범위 120° 짜리 흑백 카메라

로봇 팔에 부착된 탐사 장비는 다음과 같다:
- MIMOS II – 토양과 암석의 광물학 관련 연구, 조사용
- APXS - 수집한 암석과 토양의 성분 검사
- 자석 – 자기력을 띄는 입자와 먼지 수집
- MI - 수집한 암석과 토양을 확대하여 조사할 수 있는 고해상도 현미경
- RAT – 수집 암석 정밀 조사용

부착된 카메라들의 해상도는 1024px × 1024px이며, 촬영 후 ICER 포맷으로 압축한 후, 저장장치에 저장한 이후에 전송한다.
이름은 나사에서 주관한 학생 에세이 공모전에서 선정되어 지어졌다.

## 임무

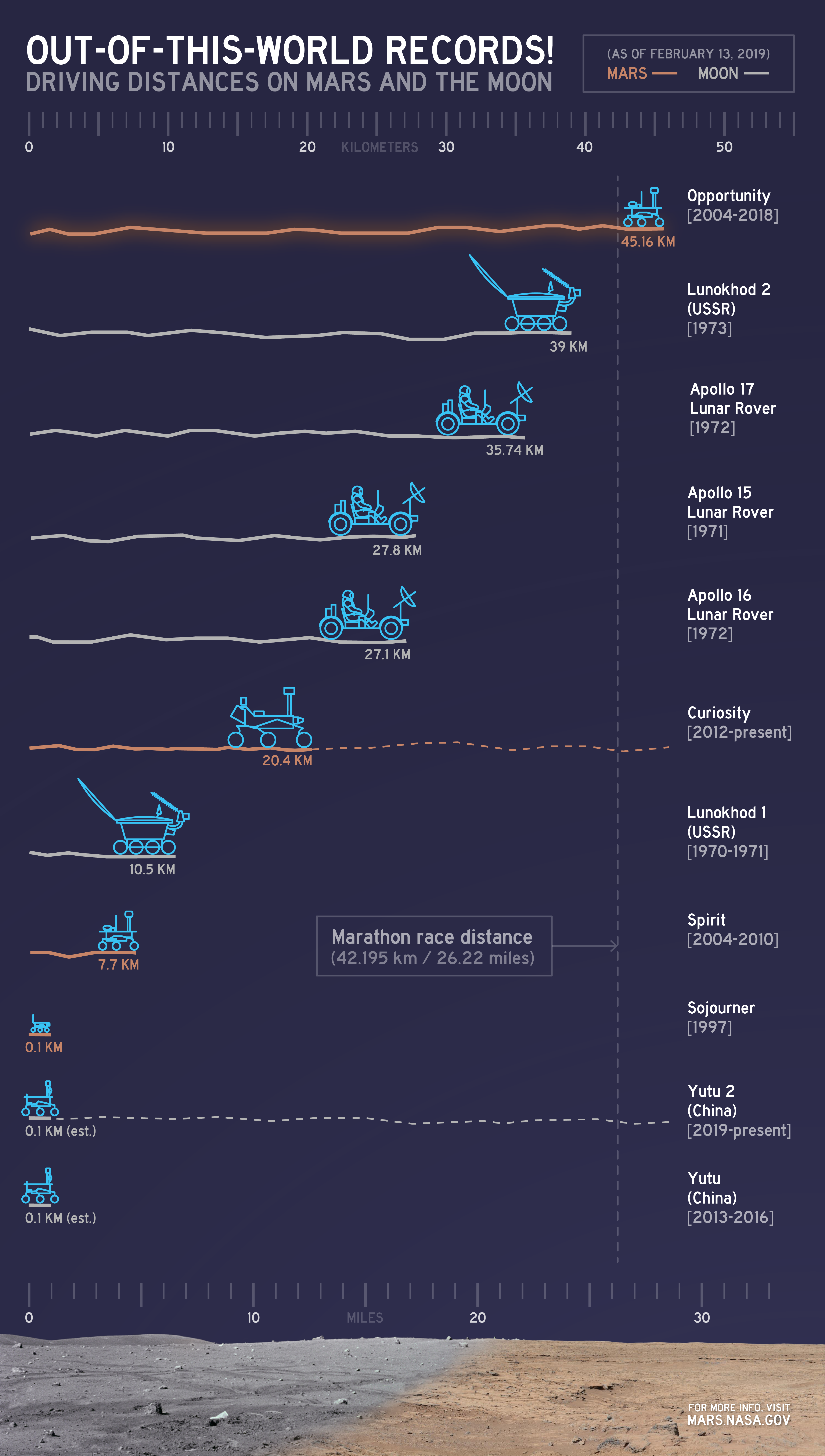
오퍼튜니티는 지금껏 활동한 로버 중에서 가장 긴 거리를 주행했다 (출처: NASA 2014년 7월 28일 기준)

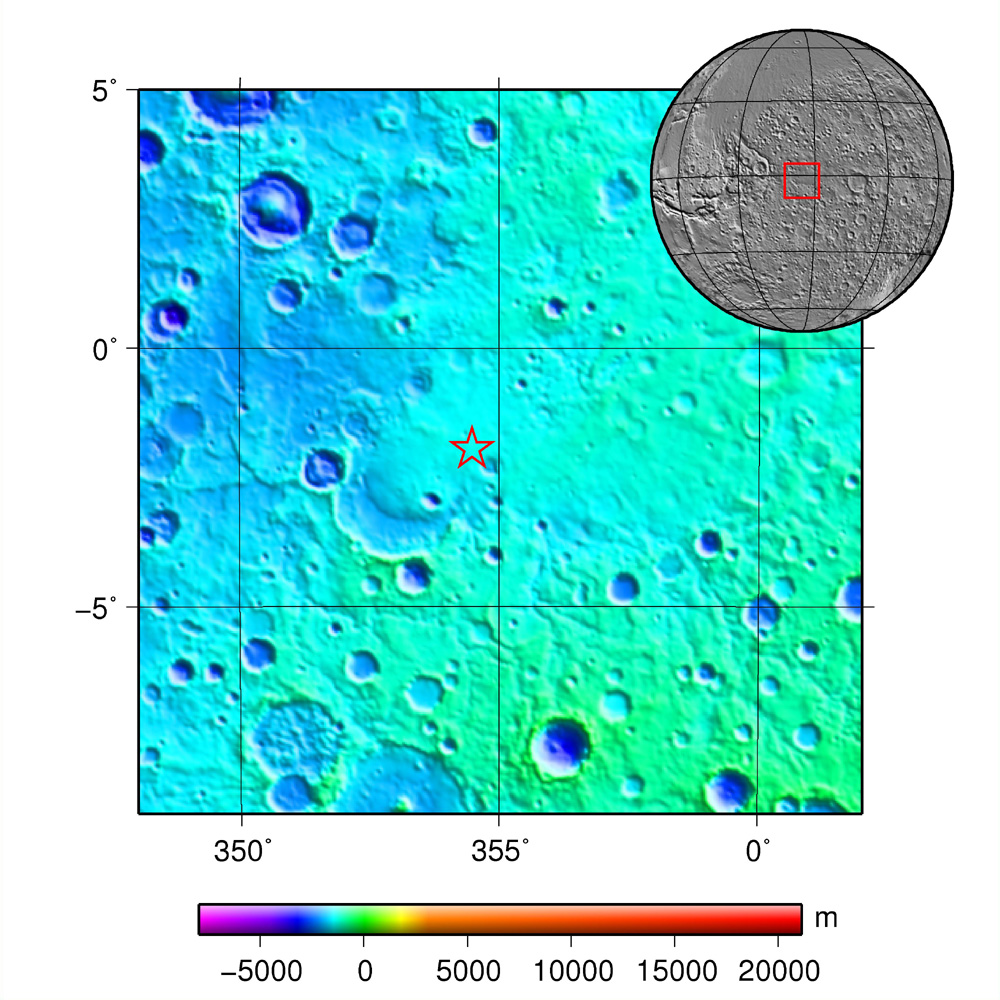
오퍼튜니티의 착륙 지점 (별 모양으로 표시된 부분)

오퍼튜니티의 화성 표면에서의 예상 활동일은 90 화성일이였다. 하지만 임무가 수차례 연장되어 현재 활동 개시로부터 7799일째 활동중이다.
오퍼튜니티의 최초 착륙지는 이글 분화구였다. 평지가 아닌 충돌구에 착륙했지만 성공적으로 토양과 암석을 조사하고 주변의 파노라마 이미지를 촬영했다. 조사 결과를 통해서 NASA의 과학자들은 화성에 적철석의 존재를 발견함으로써 과거에 물이 존재했다는 가설을 세울 수 있었다. 이후에는 2004년 7월부터 12월까지 인듀런스 분화구에서 탐사를 진행했고 자신의 열 차폐막이 버려진 장소 근처에서 전혀 훼손되지 않은 상태의 운석을 발견했고 이는 열 차폐막(Heat Shield)에서 이름을 딴 ‘Heat Shield Rock’이라고 명명되었다.
2005년 4월 말부터 6월 초까지 오퍼튜니티가 모래 언덕에 바퀴 몇개가 파묻히는 사고가 발생했었다. 지구에서는 약 6주 동안 오퍼튜니티에 손상을 입히지 않고 최대한 안전하게 바퀴를 빼내어 다시 활동을 재개할 수 있는 방안을 실험했고 철저한 계획과 검토로 오퍼튜니티는 성공적으로 빠져나와 다시 탐사를 진행하였다.
그 후, 오퍼튜니티는 2005년 10월부터 2006년 3월까지 남쪽의 빅토리아 분화구를 향해 주행하다가 중간에 에레보스 분화구 라는 얕고 넓은 분화구에 들렸는데,
이 과정에서 오퍼튜니티에 부착된 로봇 팔에 기계적인 문제가 발생했었다.
2006년 9월 말에 오퍼튜니티는 빅토리아 분화구에 도착하여 분화구 가장자리에서 시계방향으로 주행하며 탐사를 시작했다. 2007년 6월에 다시 제자리로 돌아왔고 2007년 9월부터 2008년 8월까지 빅토리아 분화구에서 자세한 탐사와 조사를 진행한 후에 빅토리아 분화구를 떠나 2011년 8월 9일에 인데버 분화구에 도착하였다.
인데버 분화구의 가장자리에 도착한 오퍼튜니티는 화성 정찰위성이 규산염의 존재를 포착한 요크 곶이라는 지형으로 이동했고 그곳에서 암석의 성분을 기구로 분석하고 주변 환경을 2013년 여름까지 조사했다. 그 후, 2013년 5월부터 남쪽에 있는 솔랜더 지점으로 이동했다.
2013년 1월부터 태양 전지판에 먼지가 끼여서 발젼량이 50% 정도로 감소하였으나 2014년 5월 13일에 평소 발전량으로 회복하였다.
오퍼튜니티의 주행 거리는 2015년 7월 15일 (4079 화성일째) 을 기준으로 42.45 km에 도달했다.
2015년 9월 25일, 오퍼튜니티는 현재 화성의 남반구에서 탐사를 진행 중이며 화성에서의 겨울이 시작됨에 따라 태양빛이 북반구를 집중적으로 도달하게 되어 오퍼튜니티는 태양광판을 최대 출력을 낼 수 있는 각도와 방향으로 조정한 후에 활동을 최소화할 계획이다.
2018년 6월 12일, 오퍼튜니티는 관측 이래 최고 규모의 모래 폭풍을 만나 모든 활동을 중지하고 동면 상태에 돌입했고 2019년까지 응답이 없는 상태다. NASA의 연구진들은 계속해서 탐사차와의 교신을 시도 중이다.

### 성과

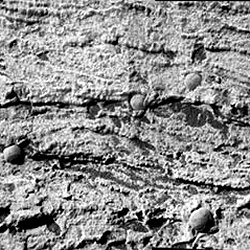
오퍼튜니티가 41화성일 째의 촬영한 암석의 모습, 물결치는 듯한 흔적이 남아 있다.

41 화성일 째에 오퍼튜니티는 자신의 궁극적 목표 해결에 근접하였다. 41 화성일째에 촬영한 암석의 사진에는 가로로 물결치듯이 새겨진 흔적이 남아있었는데, 과학자들은 이 흔적이 흐르는 물로 인해 운반된 물질이 쌓여서 만들어진 흔적, 즉 퇴적암의 한 종류일 수도 있다고 추측했다. 이 암석은 화성의 바람과 물이 광물이 포함된 암석을 침식시켜 그것들이 분해되어 현재의 위치까지 운반된 후 화산암 등의 물질과 결합하여 사암 형태로 굳어진 것이며, 여러 개의 층은 처음에 운반된 퇴적물 위에 또다른 퇴적물이 쌓이고 물이 증발함에 따라 그것들이 굳어져 하나의 암석이 되었을 것으로 추측하고 있다. 즉, 화성에는 매우 오랜 기간 동안 물이 존재했다는 결론을 도출해 낼 수 있었으며 과거에 한 시절에는 화성이 생명체가 존재할 수 있는 환경이였다는 가설에 힘을 불어넣을 수 있었다.

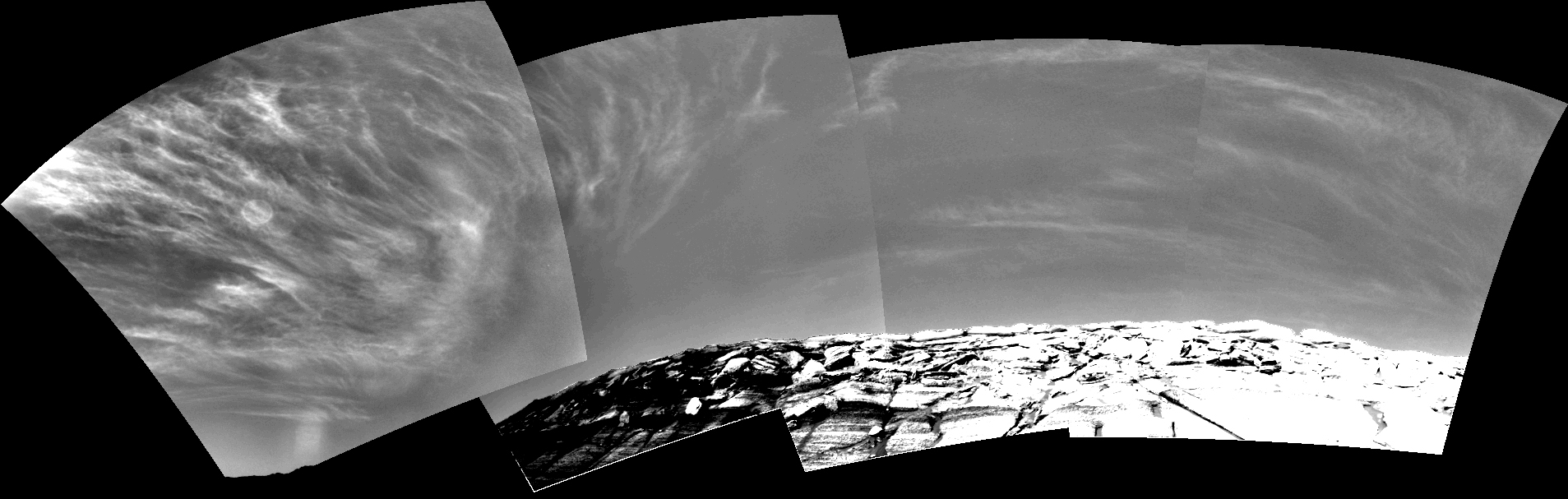
오퍼튜니티가 인듀어런스 분화구에서 촬영한 권운형 구름

2004년 10월 13일, 오퍼튜니티는 자신의 파노라마 카메라에 얇은 서리가 생성되어 있음을 포착했다. 서리는 지구에서 대기 중의 수분이 낮은 온도에서 표면에 달라붙은 채로 얼어붙어 생성되는데, 화성에서도 이가 나타나는 사실을 확인했으며, 쌍둥이 로버인 스피릿에게는 이 현상이 나타나지 않았다. 이후에 밝혀진 바에 의하면 스피릿이 탐사중이였던 지역은 오퍼튜니티가 탐사중인 지역에 비해 대기 중 수분 농도가 낮았던 것으로 밝혀졌다.
2004년 11월 17일, 오퍼튜니티는 탐사중이던 인듀어런스 분화구 안에서 촬영한 하늘에서 구름을 발견했는데, 이는 지구의 권운형 구름과 형태가 비슷했으며 다음날에 촬영한 구름은 전보다 더 짙어졌음을 확인하였다. 이를 통해 화성의 기후도 지구처럼 계절의 영향을 받으며 그에 따라 구름의 지속 시간이나 그 짙음의 정도에 차이가 있다는 것을 알아냈다.

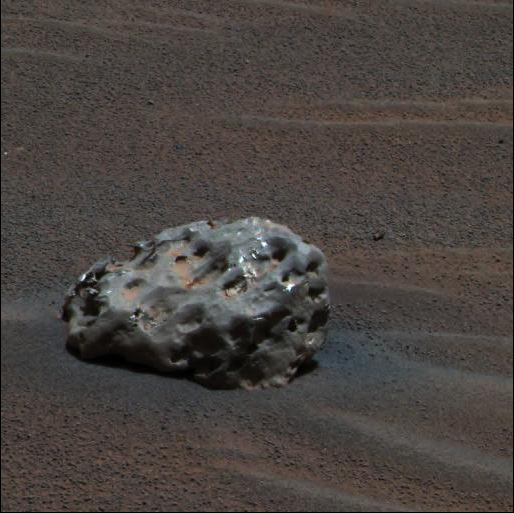
Heat shield rock

2005년 1월 19일, 오퍼튜니티는 자신이 화성에 하강할 때 사용했던 열 차폐막 근처에서 전혀 손상되지 않은 상태의 배구공 크기의 순수한 운석을 발견했다. 이는 자신의 열 차폐막에서 이름을 딴 ‘Heat shield rock’으로 명명되었고 오퍼튜니티에게 탑재된 분광기를 통해 분석한 결과, 철과 니켈이 풍부한 운석인 것으로 확인되었다. 이에 대해 오퍼튜니티 팀의 과학자들은 놀라운 반응을 보였으며 이를 통해 운석이 있는 메리디아니 평원의 배경과 더 자세한 정보를 습득할 수 있었고 지구가 아닌 다른 행성에서의 최초의 운석 발견이란 쾌거를 이루어 내었으며 이를 계기로 임무 또한 연장됐다.

## 미션 타임라인

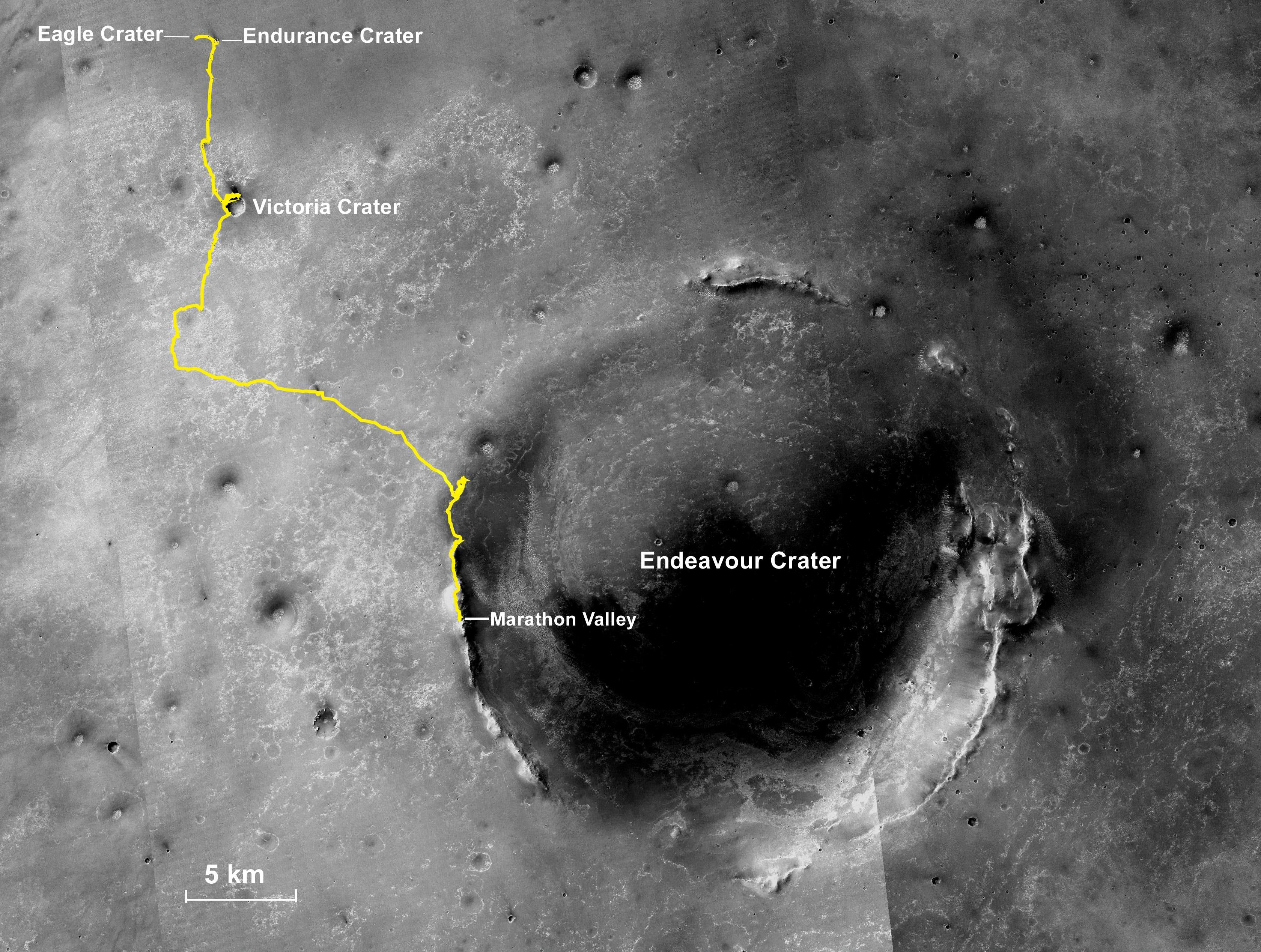
오퍼튜니티의 이동 경로, 노란 선으로 표시되어 있다.

| 시기            | 내용                                    |
| --------------- | --------------------------------------- |
| 2003년 7월 7일  | 발사                                    |
| 2004년 1월 24일 | 이글 분화구에 착륙 / 탐사 진행          |
| 2004년 4월 20일 | 인듀런스 분화구에 도착 / 탐사 진행      |
| 2005년 1월      | Heat Shield Rock발견                    |
| 2005년 4월 26일 | 화성의 모래언덕에 바퀴가 끼는 사고 발생 |
| 2005년 10월     | 에레보스 분화구에 도착 / 탐사 진행      |
| 2006년 9월 26일 | 빅토리아 분화구에 도착 / 탐사 진행      |
| 2007년 6월      | 모래 폭풍 직면, 안전 모드 돌입          |
| 2011년 8월 9일  | 인데버 분화구 도착 / 탐사 진행          |

## 전력
특정 기간 동안 오퍼튜니티의 발전량을 나타낸 그래프이다. 전력원은 태양 전지이며 남는 전력은 리튬 이온 배터리에 저장된다
| \| 오퍼튜니티의 태양 전지 발전량 \| 오퍼튜니티의 태양 전지 발전량 \| 오퍼튜니티의 태양 전지 발전량 \| 오퍼튜니티의 태양 전지 발전량 \| 오퍼튜니티의 태양 전지 발전량 \| \| -------------------------------- \| -------------------------------- \| ----------------------------- \| ----------------------------- \| ----------------------------- \| \| 날짜 \| \| \| \| 와트시 \| \| 2013년 7월 23일 (3376 화성일째) \| 2013년 7월 23일 (3376 화성일째) \| \| 431 \| 431 \| \| 2013년 7월 31일 (3384 화성일째) \| 2013년 7월 31일 (3384 화성일째) \| \| 395 \| 395 \| \| 2013년 8월 6일 (3390 화성일째) \| 2013년 8월 6일 (3390 화성일째) \| \| 385 \| 385 \| \| 2013년 9월 16일 (3430 화성일째) \| 2013년 9월 16일 (3430 화성일째) \| \| 346 \| 346 \| \| 2013년 10월 9일 (3452 화성일째) \| 2013년 10월 9일 (3452 화성일째) \| \| 325 \| 325 \| \| 2013년 10월 30일 (3472 화성일째) \| 2013년 10월 30일 (3472 화성일째) \| \| 299 \| 299 \| \| 2013년 11월 5일 (3478 화성일째) \| 2013년 11월 5일 (3478 화성일째) \| \| 311 \| 311 \| \| 2013년 11월 21일 (3494 화성일째) \| 2013년 11월 21일 (3494 화성일째) \| \| 302 \| 302 \| \| 2013년 12월 5일 (3507 화성일째) \| 2013년 12월 5일 (3507 화성일째) \| \| 270 \| 270 \| \| 2014년 1월 1일 (3534 화성일째) \| 2014년 1월 1일 (3534 화성일째) \| \| 371 \| 371 \| \| 2014년 3월 12일 (3602 화성일째) \| 2014년 3월 12일 (3602 화성일째) \| \| 498 \| 498 \| \| 2014년 3월 16일 (3606 화성일째) \| 2014년 3월 16일 (3606 화성일째) \| \| 615 \| 615 \| \| 2014년 4월 1일 (3621 화성일째) \| 2014년 4월 1일 (3621 화성일째) \| \| 661 \| 661 \| \| 2014년 5월 27일 (3676 화성일째) \| 2014년 5월 27일 (3676 화성일째) \| \| 764 \| 764 \| \| 2014년 7월 1일 (3710 화성일째) \| 2014년 7월 1일 (3710 화성일째) \| \| 745 \| 745 \| \| 2014년 8월 5일 (3744 화성일째) \| 2014년 8월 5일 (3744 화성일째) \| \| 686 \| 686 \| \| 2014년 9월 2일 (3771 화성일째) \| 2014년 9월 2일 (3771 화성일째) \| \| 713 \| 713 \| \| 2014년 10월 7일 (3805 화성일째) \| 2014년 10월 7일 (3805 화성일째) \| \| 640 \| 640 \| \| 2014년 11월 6일 (3834 화성일째) \| 2014년 11월 6일 (3834 화성일째) \| \| 505 \| 505 \| \| 2014년 12월 1일 (3859 화성일째) \| 2014년 12월 1일 (3859 화성일째) \| \| 468 \| 468 \| \| 2015년 1월 6일 (3894 화성일째) \| 2015년 1월 6일 (3894 화성일째) \| \| 438 \| 438 \| \| 2015년 2월 3일 (3921 화성일째) \| 2015년 2월 3일 (3921 화성일째) \| \| 484 \| 484 \| \| 2015년 3월 3일 (3948 화성일째) \| 2015년 3월 3일 (3948 화성일째) \| \| 545 \| 545 \| \| 2015년 4월 7일 (3982 화성일째) \| 2015년 4월 7일 (3982 화성일째) \| \| 559 \| 559 \| \| 2015년 5월 5일 (4010 화성일째) \| 2015년 5월 5일 (4010 화성일째) \| \| 508 \| 508 \| |                                  |  |     |        |
| 오퍼튜니티의 태양 전지 발전량 |                                  |  |     |        |
| 날짜 |                                  |  |     | 와트시 |
| 2013년 7월 23일 (3376 화성일째) | 2013년 7월 23일 (3376 화성일째)  |  | 431 | 431    |
| 2013년 7월 31일 (3384 화성일째) | 2013년 7월 31일 (3384 화성일째)  |  | 395 | 395    |
| 2013년 8월 6일 (3390 화성일째) | 2013년 8월 6일 (3390 화성일째)   |  | 385 | 385    |
| 2013년 9월 16일 (3430 화성일째) | 2013년 9월 16일 (3430 화성일째)  |  | 346 | 346    |
| 2013년 10월 9일 (3452 화성일째) | 2013년 10월 9일 (3452 화성일째)  |  | 325 | 325    |
| 2013년 10월 30일 (3472 화성일째) | 2013년 10월 30일 (3472 화성일째) |  | 299 | 299    |
| 2013년 11월 5일 (3478 화성일째) | 2013년 11월 5일 (3478 화성일째)  |  | 311 | 311    |
| 2013년 11월 21일 (3494 화성일째) | 2013년 11월 21일 (3494 화성일째) |  | 302 | 302    |
| 2013년 12월 5일 (3507 화성일째) | 2013년 12월 5일 (3507 화성일째)  |  | 270 | 270    |
| 2014년 1월 1일 (3534 화성일째) | 2014년 1월 1일 (3534 화성일째)   |  | 371 | 371    |
| 2014년 3월 12일 (3602 화성일째) | 2014년 3월 12일 (3602 화성일째)  |  | 498 | 498    |
| 2014년 3월 16일 (3606 화성일째) | 2014년 3월 16일 (3606 화성일째)  |  | 615 | 615    |
| 2014년 4월 1일 (3621 화성일째) | 2014년 4월 1일 (3621 화성일째)   |  | 661 | 661    |
| 2014년 5월 27일 (3676 화성일째) | 2014년 5월 27일 (3676 화성일째)  |  | 764 | 764    |
| 2014년 7월 1일 (3710 화성일째) | 2014년 7월 1일 (3710 화성일째)   |  | 745 | 745    |
| 2014년 8월 5일 (3744 화성일째) | 2014년 8월 5일 (3744 화성일째)   |  | 686 | 686    |
| 2014년 9월 2일 (3771 화성일째) | 2014년 9월 2일 (3771 화성일째)   |  | 713 | 713    |
| 2014년 10월 7일 (3805 화성일째) | 2014년 10월 7일 (3805 화성일째)  |  | 640 | 640    |
| 2014년 11월 6일 (3834 화성일째) | 2014년 11월 6일 (3834 화성일째)  |  | 505 | 505    |
| 2014년 12월 1일 (3859 화성일째) | 2014년 12월 1일 (3859 화성일째)  |  | 468 | 468    |
| 2015년 1월 6일 (3894 화성일째) | 2015년 1월 6일 (3894 화성일째)   |  | 438 | 438    |
| 2015년 2월 3일 (3921 화성일째) | 2015년 2월 3일 (3921 화성일째)   |  | 484 | 484    |
| 2015년 3월 3일 (3948 화성일째) | 2015년 3월 3일 (3948 화성일째)   |  | 545 | 545    |
| 2015년 4월 7일 (3982 화성일째) | 2015년 4월 7일 (3982 화성일째)   |  | 559 | 559    |
| 2015년 5월 5일 (4010 화성일째) | 2015년 5월 5일 (4010 화성일째)   |  | 508 | 508    |

## 사진
2013년 11월 20일을 기준으로 오퍼튜니티는 186,246개의 사진을 지구로 전송했다.

### 풍경
- 오퍼튜니티가 착륙할 때 사용됐던 빈 착륙선의 모습
- 화성에 떠 있는 권운형 구름
- 2012년 8월 경에 파노라마 카메라로 촬영된 풍경
- 지평선에 걸쳐 있는 솔랜더 지점의 모습[41]
- 화성에 있는 오퍼튜니티의 모습, (시뮬레이션)

## 같이 보기
| - 무인 우주선 - 큐리오시티 (탐사차) - 화성 탐사 - 마스 패스파인더 | - 화성 과학 실험실 - 우주 탐사 - 스피릿 (탐사차) - 바이킹 계획 |